# 日本衣服学会
日本衣服学会（にっぽんいふくがっかい、英語: Japanese Association For Clothing Studies）は、日本の学術研究団体の一つ。

## 概要
1949年設立。学術研究団体としての種別は単独学会。
健康・生活科学を学術研究領域とする。新制大学が発足した1949年に初代会長の緒方洪平により、衣服学会の前身である「衣服研究会」が京都府立医科大学衛生学教室を事務局として設立された。衣服及び衣生活教育全般にかかわる諸問題を総合的視野にたって研究を行う学術団体として設立された。
国内においては生活科学系コンソーシアムに加入している。

## 沿革
- 1949年 - 衣服研究会発足。
- 1954年 - 衣服学会設立。
- 1984年 - 日本衣服学会に改称。

## 刊行物

### 日本衣服学会誌
- 誌名（和文）：日本衣服学会誌
- 誌名（欧文）：Japanese Journal of Clothing Research
- 創刊年：1957
- 資料種別：ジャーナル（査読付き論文を含む）
- 使用言語：日英混在
- 発行形態：印刷体
- 著作権帰属先：学会
- クリエイティブコモンズ：定めていない
- 購読：有料

### 研究発表および特別講演要旨集
- 誌名（和文）：研究発表および特別講演要旨集
- 誌名（欧文）：Proceedings of the Conference and Special Lectures on Clothing Research
- 創刊年：1958
- 資料種別：その他
- 使用言語：日本語のみ
- 発行形態：印刷体
- 著作権帰属先：学会
- クリエイティブコモンズ：定めていない
- 購読：有料